# Макеровский, Фавст Петрович
Фавст Петрович Макеровский (1780—1847) — модель известного детского портрета кисти Дмитрия Левицкого, директор Московского горного правления.

## Биография
Внебрачный сын дворянина П. М. Нестерова, представителя рода Нестеровых, старший брат которого, Александр Матвеевич Нестеров — женился на Александре, дочери Афанасия А. Гончарова (по этой линии Ф. П. Макеровский — племянник её брата Николая Афанасьевича Гончарова, прадеда Натальи Гончаровой). Сестра отца, Анна Матвеевна Нестерова, была женой адмирала Григория Андреевича Спиридова, героя Чесменского сражения.
В дворянских документах внебрачного ребенка было написано: «Из польского шляхетства». Данное ему редкое имя «Фавст» означало «счастливый, благополучный». Возможно, фамилия «Макеровский» была образована из французского «mon coeur» — «мое сердце», прибавив польское окончание в согласии с вымышленным шляхетством (нередкая практика, см. Фамилии внебрачных детей).
Имел дефект телосложения, выраженный в его маленьком росте. Раннее детство провел с отцом и тетушкой Акулиной Матвеевной в родовом имении отца — селе Старое Татарово в «глухом углу» Вязниковского уезда Владимирской губернии. Образование получил в Петербурге, в семье друга отца Я. И. Булгакова, видного дипломата и государственного деятеля вместе с его внебрачными (узаконенными) сыновьями, будущими почт-директорами обеих столиц Александром и Константином. Зимой 1800 года умер его отец, оставив ему капитал и четыре небольших имения, в том числе Петелино. Фавст оставался в Петербурге и о его жизни в этот период известно из писем Булгакова-старшего к сыновьям, уехавшим за границу.
Прослужив год чиновником, уволился и поселился в своем имении. Будучи любителем музыки, завел в Петелине крепостной оркестр. По протекции своего друга и сверстника А. И. Тургенева в 1807 году поступил секретарем в Московское горное правление. Участник войны 1812 года. В 1812 году в чине майора он служил адъютантом для особых поручений при московском военном генерал-губернаторе графе Ф. В. Ростопчине, который, намекая на маленький рост Макеровского, называет его в своих воспоминаниях «осколочек 1812 года».
Петелино было сожжено наполеоновскими войсками, и Макеровский поселяется в своем пензенском селе Березники, где венчается с соседкой по имению Софьей Сергеевной Мосоловой в Богоявленской церкви, построенной Макеровским. Молодожены поселились в отстраивающемся заново Петелино, хотя Макеровский продолжал отлучаться по делам службы. Гармонии их существования способствовало то, что Макеровская тоже оказалась весьма малого роста.
Макеровский благодаря своему усердию сделал карьеру: Александр I подписал указ о назначении Макеровского директором Московского горного правления. В обширной казённой квартире, полагавшейся директору, Макеровский разместил свою картинную галерею.
24 ноября 1823 года умерла жена, оставив ему сыновей Сергея, Дмитрия, Петра и дочерей Анастасию и Веру. Зимой 1843 года у Макеровского был удар, после которого он жил и лечился в Москве. Макеровский «был уволен на покой по его прошению 24 декабря 1843 года с пенсией полного оклада — 571 рубль 80 копеек серебром». Скончался 28 февраля 1847 года в 11 часов по полуночи в присутствии своего друга А. Я. Булгакова. Его сыновья тоже пошли по горному ведомству и их фамилия продолжает встречаться в документах об исследовании природных ресурсов Сибири.

## Изображения

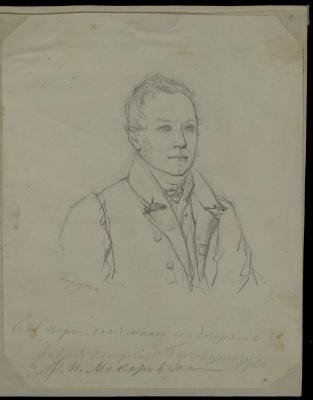
Портрет работы Бороздны-Стромиловой

- Портрет работы Бороздны-СтромиловойДетский портрет кисти Левицкого является одним из знаменитых работ художника. Исследователь указывает, что мальчик изображен «в пестром маскарадном костюме, в прихотливой позе, на боку — огромный бант. Все это с целью скрыть непропорциональности сложения и малый рост». «До идентификации модели портрета изображенным считали, в частности, и карлика. Искусствовед Н. Н. Врангель про портреты помещиков Нестеровых работы Михаила Шебанова говорил, что это „головы, приставленные к туловищам“, считая, что художник не справился с изображением. Но Н. Н. Врангель не знал, что короткая шея — родовая черта многих Нестеровых, в том числе и Макеровского».[1]. Находится в ГТГ, приобретен в 1914 г. у Н. С. Гаврилова, ранее — в собрании Д. Ф. Макеровского.
- Акварель Э. П. Гау (1807—1887) «Охотник с собакой» (Бристольский картон, акварель, карандаш, белила, лак, 159х193. Из коллекции «А. А. Попов и Ко» Мориса Барюша, Париж), представленная в Музее личных коллекций, по мнению исследовательницы О. Русиной является портретом Макеровского в зрелом возрасте[1].
- Акварель И.Т. Дурнова (16.1.1801-5.3.1847) "Портрет Неизвестного" в мундире горного инженера с орденом Св. Владимира 3 ст.(Бумага, акварель, лак, итальянский карандаш, 23,6х18,7 Хранится в ГТГ, инв.Р-3861.) По мнению исследователя Г. Ратникова является портретом Ф.П. Макеровского в год его награждения (1832). На предыдущей акварели Э. П. Гау изображен кто-то из сыновей Макеровского, Сергей или Дмитрий.
- Карандашный портрет Любовьи Степановны Бороздны-Стромиловой (1813-1894), снизу подпись "Акв. порт. данъ мною его дочерямъ / Фавстъ Петровичъ Берг-инспекторъ" (бумага, карандаш графитный), 1840[2]